# Leader Valley
Das Leader Valley ist ein Tal im Norden Südgeorgiens im Südatlantik. Auf der Westseite der Barff-Halbinsel reicht es vom Sörling Beach nach Osten bis zum Montebello Peak.
Das UK Antarctic Place-Names Committee benannte es 2014 nach Nigel Leader-Williams (* 1949) von der University of Cambridge für seine Arbeiten zur Rentierpopulation auf Südgeorgien in den 1970er Jahren.